# Verwaltungsgemeinschaft Vier Berge-Teucherner Land
In de voormalige Verwaltungsgemeinschaft Vier Berge-Teucherner Land werkten acht gemeenten uit het district Burgenlandkreis samen ter vervulling van de gemeentelijke taken. Juridisch gezien behouden de deelnemende gemeenten hun zelfstandigheid.

## Geschiedenis
De Verwaltungsgemeinschaft Vier Berge-Teucherner Land ontstond op 1 januari 2005 door de fusie van de Verwaltungsgemeinschaft Vier Berge (4 gemeenten) en de Verwaltungsgemeinschaft Teucherner Land (5 gemeenten).
Op 1 juli 2007 werd de gemeente Deuben uit de Verwaltungsgemeinschaft Zeitzer Land toegevoegd en ging de gemeente Langendorf over naar de Verwaltungsgemeinschaft Weißenfelser Land. Op 1 juli 2009 ging de gemeente Leißling eveneens over naar de Verwaltungsgemeinschaft Weißenfelser Land. De resterende gemeenten Deuben, Gröben, Gröbitz, Krauschwitz, Nessa, Prittitz, Teuchern en Trebnitz zijn vanaf 1 januari 2011 opgegaan in de stad Teuchern waarbij de Verwaltungsgemeinschaft gelijktijdig werd opgeheven.